# Lužany (Dél-plzeňi járás)
Lužany település Csehországban, a Dél-plzeňi járásban. Lužany Nezdice, Příchovice, Borovy, Vřeskovice, Přeštice, Soběkury és Roupov településekkel határos. Lakosainak száma 683 fő (2024. január 1.).

## Népesség
A település lakosságának változását az alábbi diagram mutatja:
| Lakosok száma | 810  | 967  | 971  | 927  | 731  | 673  | 652  | 668  | 663  | 683  |
|               | 1869 | 1890 | 1921 | 1950 | 1980 | 2001 | 2017 | 2019 | 2022 | 2024 |